# رضا زمردیان
رضا زمردیان (متولد ۱۳۱۲، قاین) زبان‌شناس ایرانی و استاد بازنشسته دانشگاه فردوسی مشهد است.

## زندگی
رضا زمردیان بود در سال ۱۳۱۲ در قاین متولد شد. او در سال ۱۳۳۹ با احراز رتبه اولی در رشته زبان و ادبیات فارسی از دانشکده ادبیات دانشگاه مشهد فارغ‌التحصیل و در فروردین ۱۳۴۰ با استفاده از بورس تحصیلی به فرانسه اعزام شد. وی در ژوئن ۱۹۶۵ در رشته زبان‌شناسی همگانی از دانشگاه سوربن دکترا گرفت. زمردیان در سال ۱۳۴۴ به مشهد آمد و کارش را در دانشکده ادبیات دانشگاه فردوسی مشهد آغاز کرد. این زبان‌شناس خراسانی در سال ۱۳۸۳ از سوی دانشگاه علامه طباطبایی به عنوان ده زبان‌شناس نام‌آور ایران انتخاب شد. غلامحسین یوسفی، آندره مارتینه و ژیلبر لازار از اساتید او در دوران تحصیل بوده‌اند. او دارای بیش از بیست مقاله در مجله دانشکده ادبیات دانشگاه مشهد و استودیا ایرانیکای پاریس است. او همچنین عضو هیئت تحریریه مجله زبان‌شناسی است. کتاب او با عنوان زبانشناسی عملی: بررسی گویش قاین به عنوان کتاب سال برگزیده شده‌است.

زمردیان دربارهٔ زمان تأسیس گروه در مشهد می گوید: 
«گروه زبان شناسی در آن زمان که من در ایران نبودم، یعنی در سال ۴۲ به عنوان یک گروه فرعی تاسیس شد و دکتر عفیفی مدیر آن بود. من در سال ۴۶ به عنوان استادیار عضو گروه شدم. آن زمان گروه زبان شناسی به دیگر گروه‌ها سرویس می داد تا این که در سال ۱۳۶۴ کارشناسی ارشد زبان شناسی همگانی در گروه تاسیس شد و در ۱۳۶۷ هم گرایش آموزش زبان فارسی به غیرفارسی زبانان به آن افزوده شد.»

## آثار
- معناشناسی، احمد مختارعمر، حسین سیدی (مترجم)، رضا زمردیان (ویراستار)، علی منتظمی (ویراستار)، مشهد: دانشگاه فردوسی
- زبان‌شناسی توحیدی: نظریه و تطبیق، محمدعلی حسینی، حسین سیدی (مترجم)، رضا زمردیان (ویراستار)، حسین عبداللهی (ویراستار)، مشهد: دانشگاه فردوسی
- فرهنگ ریشه‌شناختی واژه‌ها و کوتاه‌نوشته‌های دخیل اروپایی و آمریکایی در فارسی، رضا زمردیان، مشهد: دانشگاه فردوسی
- زبان شناسی چیست؟ سی و سه مقاله در زبان‌شناسی، رضا زمردیان، تهران: ری را
- واژه‌نامه گویش قاین، رضا زمردیان، تهران: فرهنگستان زبان و ادب فارسی
- راهنمای گردآوری و توصیف گویشها، رضا زمردیان، مشهد: دانشگاه فردوسی
- اصول فونولوژی
- زبانشناسی عملی: بررسی گویش قاین (برگریده هشتمین دوره کتاب سال ایران)[۱]
- واژگان دخیل اروپایی در فارسی